# گرتساگو
گرتساگو (به ایتالیایی: Grezzago) یک کومونه در ایتالیا است که در استان میلان واقع شده‌است.

## خصوصیات
گرتساگو ۲٫۵ کیلومترمربع مساحت و ۲٬۴۱۴ نفر جمعیت دارد و ۱۷۸ متر بالاتر از سطح دریا واقع شده‌است.